# Hymenochirus curtipes
Hymenochirus curtipes, tiếng Anh thường gọi là Western Dwarf Clawed Frog, là một loài ếch trong họ Pipidae.
Nó được tìm thấy ở Cộng hòa Dân chủ Congo, có thể cả Cộng hòa Trung Phi, và có thể cả Cộng hòa Congo.
Các môi trường sống tự nhiên của chúng là các khu rừng ẩm ướt đất thấp nhiệt đới hoặc cận nhiệt đới, sông, hồ nước ngọt, và đầm nước ngọt.
Ken Livingstone là người đầu tiên nhân giống Hymenochirus curtipes trong điều kiện nuôi nhốt.